# Lisandra Llaudy Pupo
Lisandra Llaudy Pupo (* 9. Mai 1988 in Holguín) ist eine kubanische Schachspielerin.

## Leben
Lisandra Llaudy Pupo lernte das Schachspielen von ihrem Vater, einem Schachtrainer. Sie besuchte in Holguín die Akademie Erado Domínguez und die Sportförderschule Pedro Díaz Coello.

## Erfolge
Seit Juni 2008 trägt sie den Titel Internationaler Meister der Frauen (WIM). Die erforderlichen Normen hierfür erreichte sie bei den kubanischen Einzelmeisterschaften der Frauen 2006 in Santa Clara und 2007 in Holguín sowie mit Übererfüllung beim 42. Capablanca-Memorial 2007 in Havanna, bei dem sie unter anderem Sebastian Siebrecht und Lisandra Ordaz besiegte. Den Titel FIDE-Trainer trägt sie seit 2012.
Im November 2011 gewann sie ein Zonenturnier der Frauen in Santiago de Cuba. Im Februar 2012 gewann sie in Holguín die kubanische Einzelmeisterschaft der Frauen in einem Stichkampf gegen Jennifer Pérez Rodríguez und im Dezember 2012 die zentralamerikanische Einzelmeisterschaft der Frauen in Panama-Stadt. An der Schacholympiade 2012 in Istanbul nahm sie als Reservespielerin der kubanischen Frauenmannschaft teil. Die zentralamerikanische Meisterschaft konnte sie erneut im November 2015 in San Salvador gewinnen. Erneut kubanische Einzelmeisterin der Frauen wurde sie 2018, erneut in Holguín.
Ihre Elo-Zahl beträgt 2281 (Stand: Mai 2021), sie liegt damit auf dem fünften Platz der kubanischen Elo-Rangliste der Frauen. Ihre höchste Elo-Zahl war 2320 von März bis Mai 2018. Damals war sie hinter Lisandra Ordaz Zweite der kubanischen Elo-Rangliste der Frauen.